# Игатка
Игатка — деревня в Бардымском районе Пермского края. Входит в состав Сарашевского сельского поселения.
По результатам переписи 2010 года численность населения составила 7 человек, в том числе 3 мужчины и 4 женщины.
В 2005 году численность населения составляла 9 человек.
Находится примерно в 22 км к юго-востоку от центра села Барда.